# Сафарян, Камо Рачикович
Камо Рачикович Сафарян (Камо или Камо Горьковский) — влиятельный криминальный авторитет, вор в законе, имел интересы в Москве, Нижнем Новгороде и Крыму (особенно в регионе Большой Ялты), а также обширные связи в преступном мире большинства бывших союзных республик.

## Биография
Камо Сафарян родился 13 января 1961 года в Армении, в селе Даштадем (по другим данным — в Грузии), карьеру карманника начал в Тбилиси, в 1979 году был впервые осуждён за кражу. В 1982 году вновь получил срок за кражу, отсидев четыре года, в 1987 году был приговорён в Батуми к пяти годам за хранение наркотиков и нарушение правил надзора. В начале 1990-х осел в Москве, занимался разрешением конфликтов в криминальном мире. В начале 1994 года была обстреляна дверь московской квартиры Сафаряна, а ему самому угрожали физической расправой за несправедливо проведенный арбитраж при разборе конфликта между «солнцевской» и «люберецкой» преступными группировками. После этого Камо был вынужден бежать из Москвы в Нижний Новгород. В июле 1994 года Сафарян был арестован за незаконное хранение оружия и впоследствии осужден на три года лишения свободы.
После освобождения из колонии Димитровграда Камо вернулся в Нижний Новгород, где начал активно укреплять свой авторитет в криминальных кругах региона. К нему в Нижний стали приезжать другие кавказские воры в законе, что вызвало недовольство у местных славянских авторитетов, обеспокоенных возможным переделом сфер влияния. Чтобы заручиться поддержкой местного криминалитета, Сафарян стал инициатором «коронования» в 1998 году трёх авторитетов — Секи, Гамлета и Новика, но также способствовал «развенчанию» горьковских воров в законе Геры, Клима, Дубы и Вагона. Интриги Камо стали причиной острого конфликта, в результате которого 20 января 1998 года снайпер вместо него по ошибке застрелил его родного брата Хазара. Окончательно покинуть Нижегородскую область Сафаряна подтолкнул «наезд» сотрудников Волго-Вятского РУБОП.
Камо осел в Ялте, бывая в Нижнем Новгороде лишь наездами для встреч со своими «крестниками» — ворами в законе Андреем Гамлевским (Гамлет), Сергеем Разживиным (Сека) и Игорем Новиковым (Новик). В Крыму в сферу интересов группировки Камо входили торговые точки на рынках, ряд гостиниц, ночных клубов, ресторанов, баров и магазинов, торговля наркотиками (кроме того, Камо контролировал бизнес армянской диаспоры Крыма и через братьев Мелконян проявлял немалый интерес к операциям с крымской землёй). Долгое время Сафарян был единственным «законником» Крыма, но в 2002 году под давлением российских воров он уступил часть территории армянскому авторитету Вальтеру Саркисяну. В 2004 году повлиять на Сафаряна попытался приехавший в Крым грузинский вор в законе Ираклий, но он был жестоко избит Камо и киевским вором Валерием Кухилавой (Антимос). 3 ноября 2006 года Сафарян был задержан возле своего ялтинского дома с пакетиком марихуаны и в тот же день, по решению Киевского райсуда Симферополя, выдворен из страны с запретом на въезд на территорию Украины сроком на пять лет. В ноябре 2007 года Камо в компании армянского вора в законе Вардана Асатряна (Бдже) был задержан в Киеве (они намеревались провести в предместье Киева «воровскую сходку» для восстановления своих позиций на Украине). В кратчайшие сроки оба «законника» были принудительно депортированы в Россию.
В Москве бригада Сафаряна контролировала предприятия игорного бизнеса и участвовала в торговле наркотиками (кроме того, Камо лично продолжал совершать карманные кражи). В июне 2009 года Камо, прилетевший накануне из Барселоны, был задержан в московском ресторане «Пахлава». При личном досмотре у авторитета, который находился в состоянии наркотического опьянения, было изъято 11 г гашиша (его на полгода отправили в колонию-поселение). 27 ноября 2009 года в Ялте застрелили Вальтера Саркисяна (по одной из версий, к заказу был причастен Камо). В конце июля 2012 года Сафарян вновь был задержан в Москве, на этот раз в ресторане «Сказка Востока» (при нём нашли почти 24 г гашиша).
В марте 2015 года в ходе спецоперации в Крыму были задержаны сразу три вора в законе. В ялтинской квартире Камо Сафаряна в ходе обыска нашли два пистолета, у чеченца Гилани Алиева (Гилани Седой) при обыске нашли пистолет-пулемёт, а Кахабера Орагвелидзе (Каха Тбилисский) арестовали за мелкое хулиганство.